# Torres (Rio Grande do Sul)
Torres is een gemeente in de Braziliaanse deelstaat Rio Grande do Sul. De gemeente telt 33.944 inwoners (schatting 2009).

## Verkeer en vervoer
De plaats ligt aan de noord-zuidlopende weg BR-101 tussen Touros en São José do Norte. Daarnaast ligt ze aan de wegen BR-453 en RS-389.

## Geboren
- Blairo Maggi (1956), gouverneur van Mato Grosso (2003-2010)

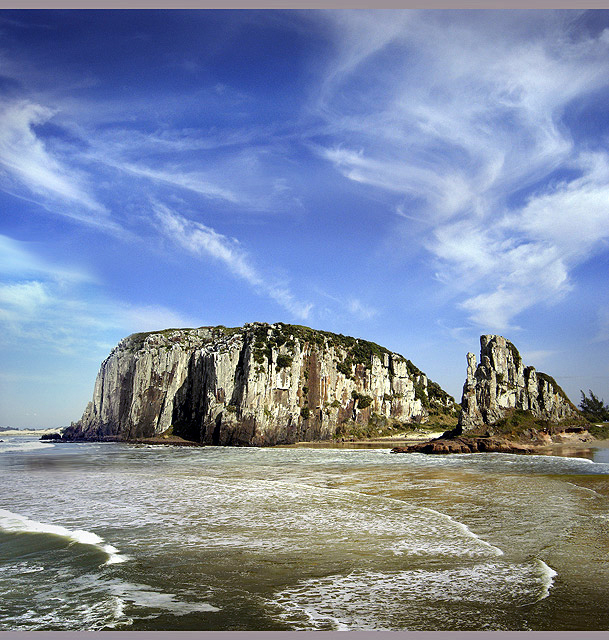
Morro Da Guarita in de gemeente Torres